# 日産・ミストラル
ミストラル（Mistral ）は、かつて日産自動車が製造・販売していた乗用車である。欧州市場ではテラノII（テラノ ツー、TERRANO II）の名で販売された。

## 概要
スペインの日産モトール・イベリカで生産され、ヨーロッパでテラノIIとして販売されていたものを、日本向けに変更し、日産自動車が輸入したモデルである。またフォードへOEM供給され、ヨーロッパにて「フォード・マベリック」としても販売された。
シャシはD21型ダットサントラックや、WD21型テラノ / パスファインダーのはしご形フレームを基本としているが、ホイールベースは長短の2種類があり、フロアパン形状をはじめ、サスペンションジオメトリーなどは欧州独自の仕様となる。前輪のセルフアライニングトルクが大きく、直進性が良好なことや、高速域でのフラットな乗り心地など、足回りの設定は欧州流で、WD21型テラノとは乗り味が大きく異なる。
基本となるパッケージングとスタイリングは、イタリアのデザイン会社、I.DE.Aの担当である。車型は2ドア・ショートと4ドア・ロングがあり、ロングには荷室容積を損なわない、巧妙な収納方法の3列シートが備わる。バックドアは横開きであるが、同じように横開きのドアを持つ他の国産車とは違い、ドアヒンジが左側にある。このバックドア構造は左ハンドル仕様を基本としたトヨタ・FJクルーザーでも見られた。
搭載されるエンジンは2.7LのTD27Ti型直列4気筒ターボディーゼルエンジンの1種類のみ。
トランスミッションは、4速ATのみとされた。トランスファーは、リアがセンタースルー、フロントはハイボチェーンによるオフセットドライブで、ハイ・ロー2速の副変速機を持つ。四輪駆動への切り替えは、オーソドックスなパートタイム式である。

## 年表
1994年6月、日本向けR20型ミストラル発売。搭載エンジンはTD27B型直列4気筒OHVターボディーゼル。ボディ形状は4ドア。
1995年3月、日産ピーズフィールドクラフトがテラノIIを独自輸入、販売を開始する。主に右ハンドルのガソリンエンジンモデルを輸入した。同年には2ドア（KR20型）もラインアップに加わる。
1996年2月、ミストラルとして2ドアモデルを追加。運転席エアバッグを標準装備、オートマチックポジションインジケーターを設置、バックライトを左右に設置した。CMソングにピチカート・ファイヴの「ベイビィ・ポータブル・ロック」が使用され、CMにはピチカート・ファイヴ自身が出演した。
1997年1月、エクステリアはヘッドライトを従来の角型から丸型に変更。同時にフロントグリルのデザイン変更やボンネットへのエアスクープ追加などが行われた。
1998年8月、日本国内向け生産終了。在庫対応分のみの販売となる。
1999年2月、日本国内での販売終了。欧州モデルのディーゼルエンジンがTD27TBi型から、3.0LのZD30DDTi型へ変更される。また、フェイスリフトが行われ、新型のグリルが装着された。同年、フォードへのOEM供給を終了。
2005年5月、欧州市場での生産・販売終了。

## ギャラリー

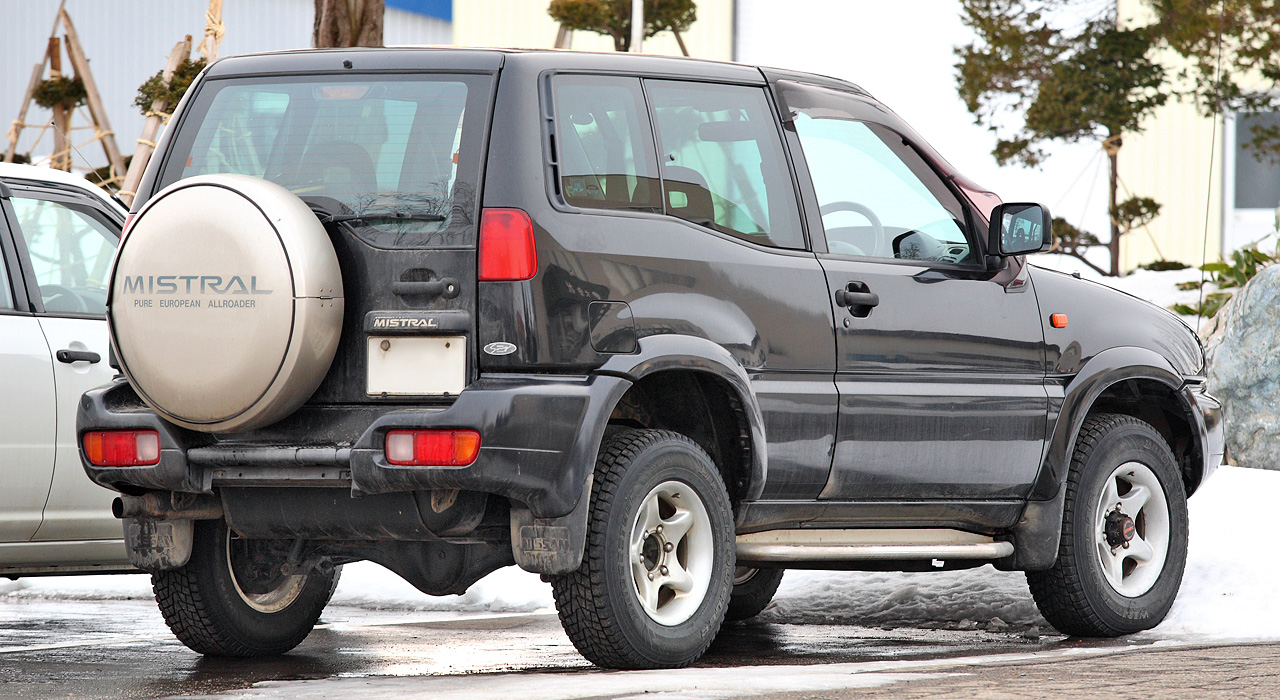
3ドア タイプR（リア）
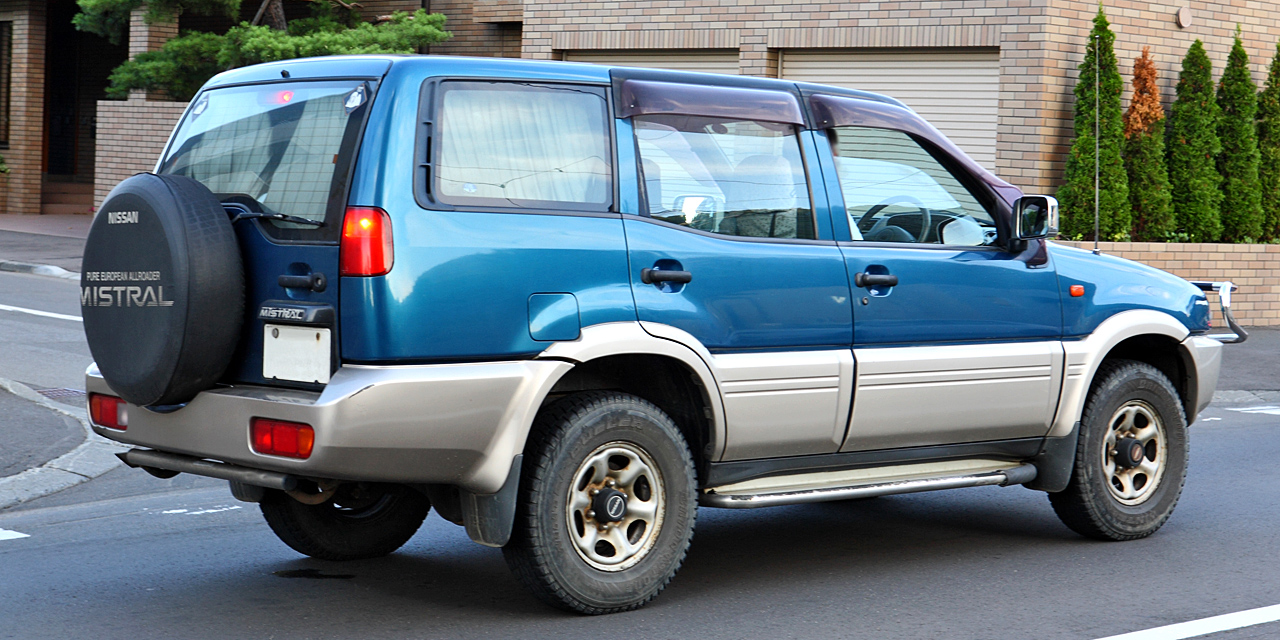
5ドア タイプX（リア）
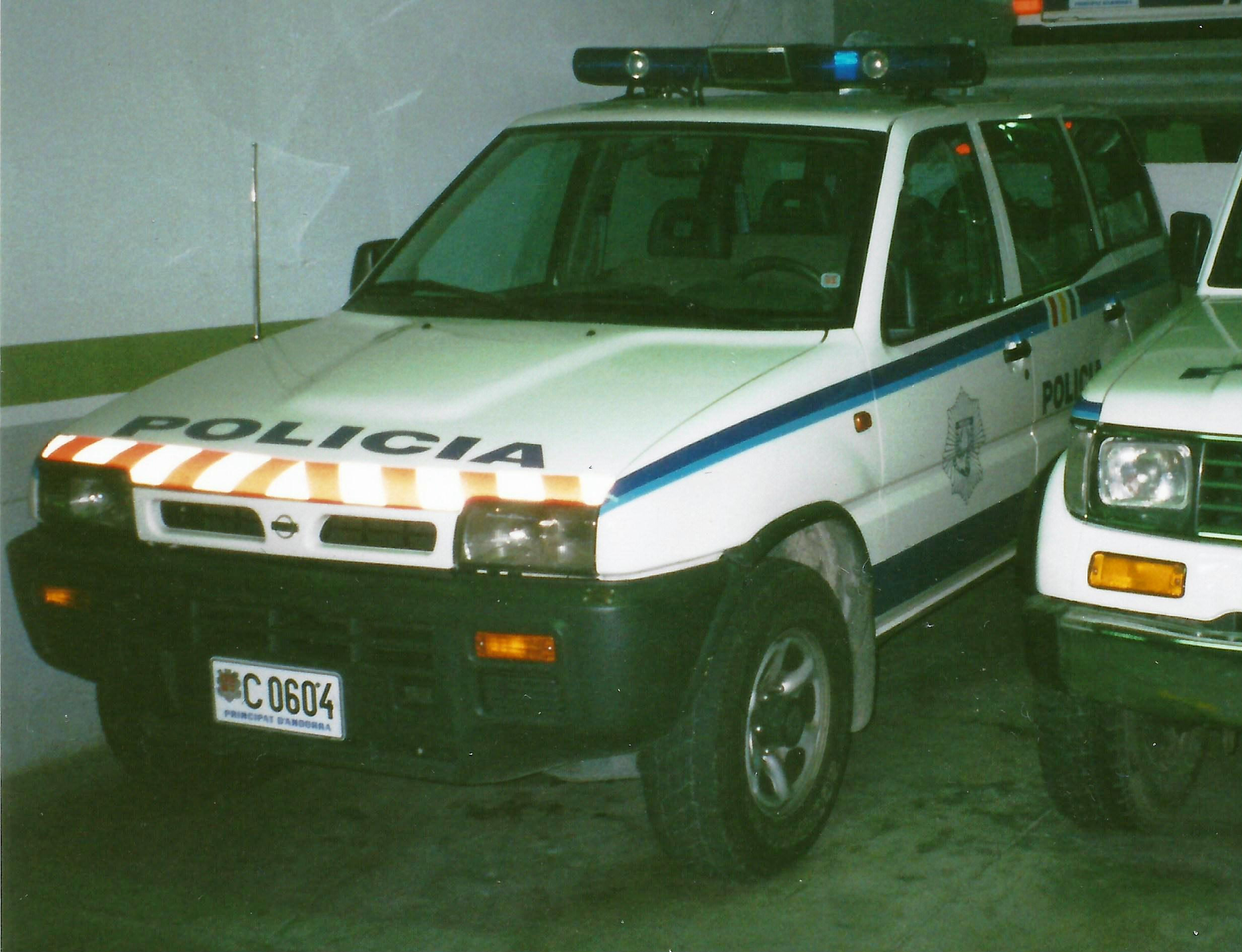
パトカーに採用された例（海外仕様）

## 車名の由来
ミストラルは、フランス南東部に吹く地方風に由来する。